# Élasticité de substitution

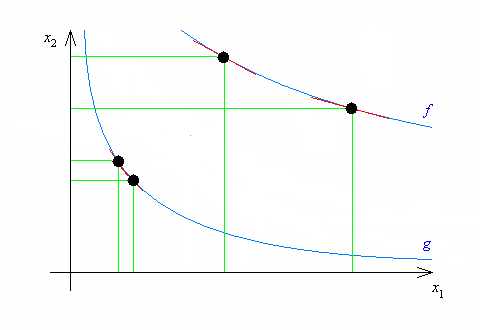
Élasticité de substitution.

L’élasticité de substitution est une élasticité utilisée en sciences économiques. Elle représente la variation en pourcentage du ratio de deux consommations de biens (ou de deux facteurs de production) due à la variation du taux marginal de substitution entre ces deux biens (ou ces deux facteurs de production).
Dans le cas de deux consommations de biens :
{\displaystyle E={\frac {d\ln(c_{2}/c_{1})}{d\ln(TMS)}}={\frac {d\ln(c_{2}/c_{1})}{d\ln(U_{c_{1}}/U_{c_{2}})}}={\frac {\frac {d(c_{2}/c_{1})}{c_{2}/c_{1}}}{\frac {d(U_{c_{1}}/U_{c_{2}})}{U_{c_{1}}/U_{c_{2}}}}}}
avec {\displaystyle TMS} le taux marginal de substitution entre les biens consommés 1 et 2. {\displaystyle c_{1}} et {\displaystyle c_{2}} sont les quantités respectives de biens consommées 1 et 2, {\displaystyle U_{c_{1}}} et {\displaystyle U_{c_{2}}} sont les utilités marginales des biens 1 et 2.
Dans la théorie de la production, l’élasticité de substitution exprime la facilité à remplacer un facteur par l’autre. Si les proportions sont fixes, l’élasticité de substitution est nulle. L’autre cas extrême est une élasticité de substitution infinie : aucune difficulté à remplacer un facteur par l’autre. La fonction de Cobb-Douglas a une élasticité de substitution unitaire. La fonction de production CES peut être utilisée pour représenter les différentes possibilités de substitution car elle a une élasticité de substitution constante pouvant être différente de 1. Il existe aussi une fonction de production avec une élasticité de substitution variable.
Si l’élasticité de substitution est négative, on a une isoquante concave. Une fonction CES avec une élasticité négative est utilisée pour représenter une courbe de transformation des produits (courbe des possibilités de production).
Si la fonction de production a des Rendements d'échelle constants et les facteurs sont rémunérés selon leur productivité marginale, alors la part relative d’un facteur dans le revenu national dépend de l’élasticité de substitution. Lorsque l’élasticité de substitution est supérieure à l’unité, la part relative du facteur qui augmente le plus s’accroît. Cette part relative reste constante si l’élasticité de substitution est unitaire. Dans les pays développés, le facteur capital s’accroît plus vite que le facteur travail mais la part relative est assez constante. Ceci explique les bons résultats obtenus dans les estimations des fonctions de production Cobb-Douglas.